# Reino Linko
Reino Rafael Linko, född 11 januari 1926 i Åbo, död där 23 november 2012, var en finländsk kemist.
Linko började sin karriär inom livsmedelsindustrin och blev filosofie doktor 1968. Han var docent vid Åbo universitet 1967–1970, vid Helsingfors universitet 1979–1991 och professor i livsmedelskemi vid Åbo universitet 1982–1989. Han intresserade sig speciellt för fisk; hans forskning i djupfrysningens inverkan på fisk ledde redan på 1960-talet till flera patent och han införde under 1970-talet lipidkemisk forskning vid Åbo universitet. Bland hans arbeten märks doktorsavhandlingen Fatty Acids and Other Components of Baltic Herring Flesh Lipids (1967), Saaristomeren ravintoketjujen myrkkyjäämätutkimus 1973–77 (1979) samt ett stort antal vetenskapliga artiklar om livsmedelskemi och -teknologi.